# Lujiazui
Lujiazui (chinês tradicional: 陸家嘴, chinês simplificado: 陆家嘴, pinyin: Lùjiāzuǐ, lit. ‘[A] boca da família Lu’), anteriormente conhecido como Lokatse por sua pronúncia em xangai , é uma localidade em Xangai, uma península formada por curva do rio Huangpu. Desde o início da década de 1990, Lujiazui foi desenvolvido especificamente como um novo distrito financeiro de Xangai. A decisão de destinar Lujiazui para esta finalidade reflete sua localização: ela está localizada no lado leste do rio Huangpu, em Pudong, e fica do outro lado do rio do antigo distrito financeiro e comercial de Bund.
Lujiazui é uma zona de desenvolvimento de nível nacional designada pelo governo. Em 2005, o Conselho de Estado reafirmou o posicionamento dos 31,78 km 2 (12,27 sq mi) da área de Lujiazui como a única zona financeira e comercial entre as 185 zonas de desenvolvimento de nível estadual na China continental.